# عروس سیاه‌پوش
عروس سیاه‌پوش (فرانسوی: La Mariée était en noir‎) فیلمی بر مبنای رمانی نوشته ویلیام ایریش است که به کارگردانی فرانسوا تروفو در سال ۱۹۶۸ منتشر شد.
از ساختار داستانی هیچکاکی در این فیلم استفاده شده و فیلم متاثر از پنجره عقبی هیچکاک است ، همینطور فیلم Original sinاز این فیلم تاثیر گرفته است. 

## بازیگران
- ژن مورو
- میشل بوکه
- ژان-کلود بریالی
- مایکل لونزدل
- کلود ریش
- الکساندرا استوارت